# Nhạc pop tiếng Nga
Nhạc pop tiếng Nga hay nhạc pop Nga văn (tiếng Nga: Российская поп-музыка; phiên âm BGN/PCGN: Rossiyskaya pop-muzyka), trước đây còn gọi là nhạc nhẹ tiếng Nga, là dòng nhạc được sản xuất không chỉ ở Nga, các Quốc gia Độc lập SNG, các nước vùng Ban-tích mà còn ở các quốc gia nước ngoài khác nơi mà các ca khúc được trình bày chủ yếu bằng ngôn ngữ Nga, ngôn ngữ của các Quốc gia Độc lập SNG và các ngôn ngữ khác trên thế giới. Dòng nhạc này kế thừa nền âm nhạc đại chúng Liên Xô "đa chủng loại" với các thần tượng quần chúng như Alla Pugachyova và Valery Leontyev.
Nhạc pop tiếng Nga thịnh hành ngày nay cực kỳ đa dạng và có rất nhiều cách để lan tỏa thông qua khán thính giả. Những ngôi sao nhạc pop nổi tiếng nhất có thể được thấy trên sóng truyền hình nói chung ở mảng âm nhạc hoặc talk show, cũng như trên các kênh truyền hình âm nhạc như MTV Nga và Muz-TV. Ngoài ra còn có các đài phát thanh nhạc pop tiếng Nga và cũng có nhiều hiện tượng một hit những năm gần đây.

## Thị trường âm nhạc tiếng Nga
Thị trường nhạc đại chúng tiếng Nga bắt đầu phát triển với sự gia tăng ảnh hưởng của Liên Xô trên trường quốc tế. Cộng thêm với gần 300 triệu công dân Liên Xô sinh sống tại 13% khu vực đất đai rộng lớn trên thế giới vào năm 1990, nhạc nhẹ Liên Xô ngày càng trở nên phổ biến ở các thuộc Khối Vác-sa-va cũ, đặc biệt là tại những vùng nói tiếng Slav (Ba Lan, Cộng hòa Séc, Slovakia, Bulgaria và Nam Tư cũ cũng như Hungary, Trung Quốc, Việt Nam, Cuba).
Không thể chối cãi rằng trung tâm sáng tạo nhạc nhẹ tiếng Nga thời điểm đó là thành phố Moskva, và ở quy mô nhỏ hơn là Sankt-Peterburg. Sau khi Liên Xô tan rã thì nước Nga vẫn là nơi sản xuất và tiêu thụ chính của âm nhạc tiếng Nga, nhu cầu vẫn còn cao ở một vài trong số những nước mới độc lập đặc biệt là Ukraina và Belarus. Đối với các trung tâm địa phương đáng chú ý thì nhạc đại chúng tiếng Nga đương đại còn bao gồm cả thành phố Kiev của Ukraina vốn cũng tập trung vào thị trường nói tiếng Nga.
Sự tan rã của nhà nước Liên Xô cũng như việc Bức màn sắt sụp đổ, dòng người di cư ồ ạt vào đầu thập niên 90 đã dẫn tới việc tạo thành cộng đồng kiều dân nói tiếng Nga ở Liên minh châu Âu, Canada, Hoa Kỳ, Úc và các nơi khác, những khu vực mà cư dân địa phương có cơ hội làm quen với âm nhạc Nga ở nhiều thể loại khác nhau thông qua mạng Internet, truyền hình vệ tinh, đa dạng các phương tiện truyền thông cũng như âm nhạc tại các hộp đêm.
Các nghệ sĩ có đóng góp đáng kể vào việc biểu diễn nhạc pop tiếng Nga lại không đến từ nước Nga. Đó là: Filipp Kirkorov của Bulgaria, Ani Lorak và Verka Serduchka của Ukraina, Laima Vaikule của Latvia, Seryoga và Dmitry Koldun của Belarus, Avraam Russo của Syria, nhóm nhạc A-Studio của Kazakhstan, và nhiều nghệ sĩ khác.

## Lịch sử

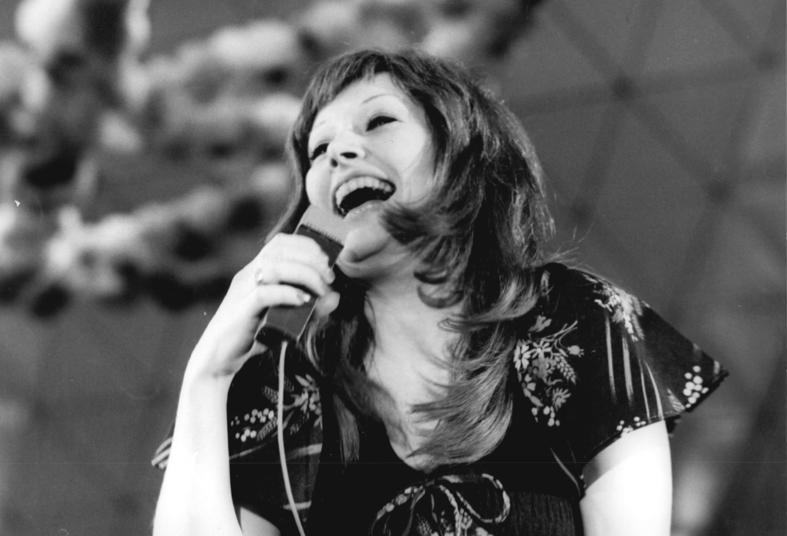
Alla Pugachyova, ngôi sao nhạc nhẹ những năm 1970 - 1980

Sofia Rotaru, ngôi sao nhạc nhẹ những năm 1970 - 1980

### Thập niên 1980

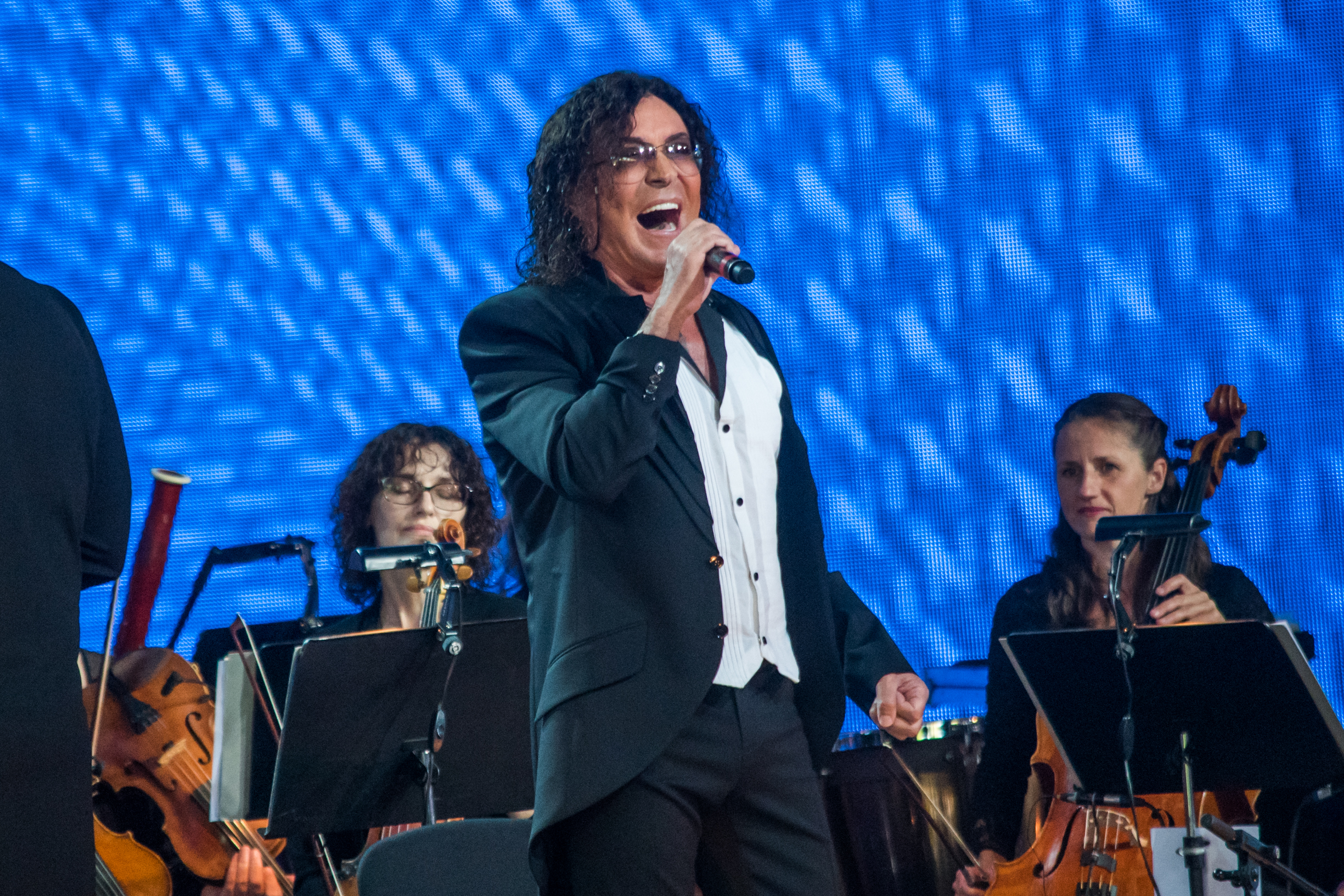
Valery Leontyev, ngôi sao nhạc pop những năm 1980 - 1990

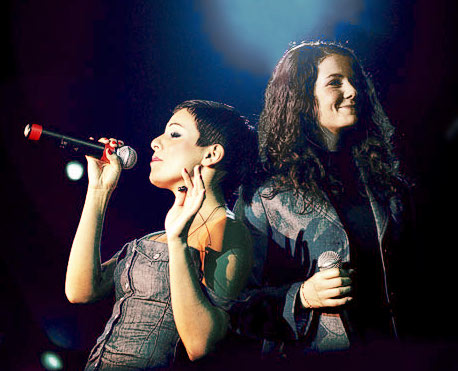
t.A.T.u., một trong những nhóm nhạc pop nước Nga thành công nhất trên thế giới

## Tại Việt Nam
Dưới đây là danh sách 7 ca khúc nhạc đại chúng tiếng Nga phổ biến tại Việt Nam, chủ yếu thông qua nền tảng TikTok:
| STT | Tên bài hát                    | Tên chữ Kirin     | Nghệ sĩ thể hiện | Album                      | Hãng thu âm | Năm phát hành |
| --- | ------------------------------ | ----------------- | ---------------- | -------------------------- | ----------- | ------------- |
| 1   | Lullaby                        | Колыбельная       | Rauf & Faik      |                            |             |               |
| 2   | Da Da Da                       | Да Да Да          | Tanir & Tyomcha  | До мурашек                 |             | 2020          |
| 3   | Polozhenie                     | Положение         | DIOR & samo      | ПОЛОЖЕНИЕ СБОРНИК РЕМИКСОВ |             | 2020          |
| 4   | The 7th Element                |                   | Vitas            | Philosophy of Miracle      |             | 2001          |
| 5   | Can't Buy Me Loving / La La La | это ли счастье ?  | Rauf & Faik      | Can't Buy Me Loving        |             | 2021          |
| 6   | Take My Heart                  | Возьми сердце моё | Канги            |                            |             |               |
| 7   | Sigma Boy                      | Сигма Бой         |                  |                            |             |               |